# Todd Rokita

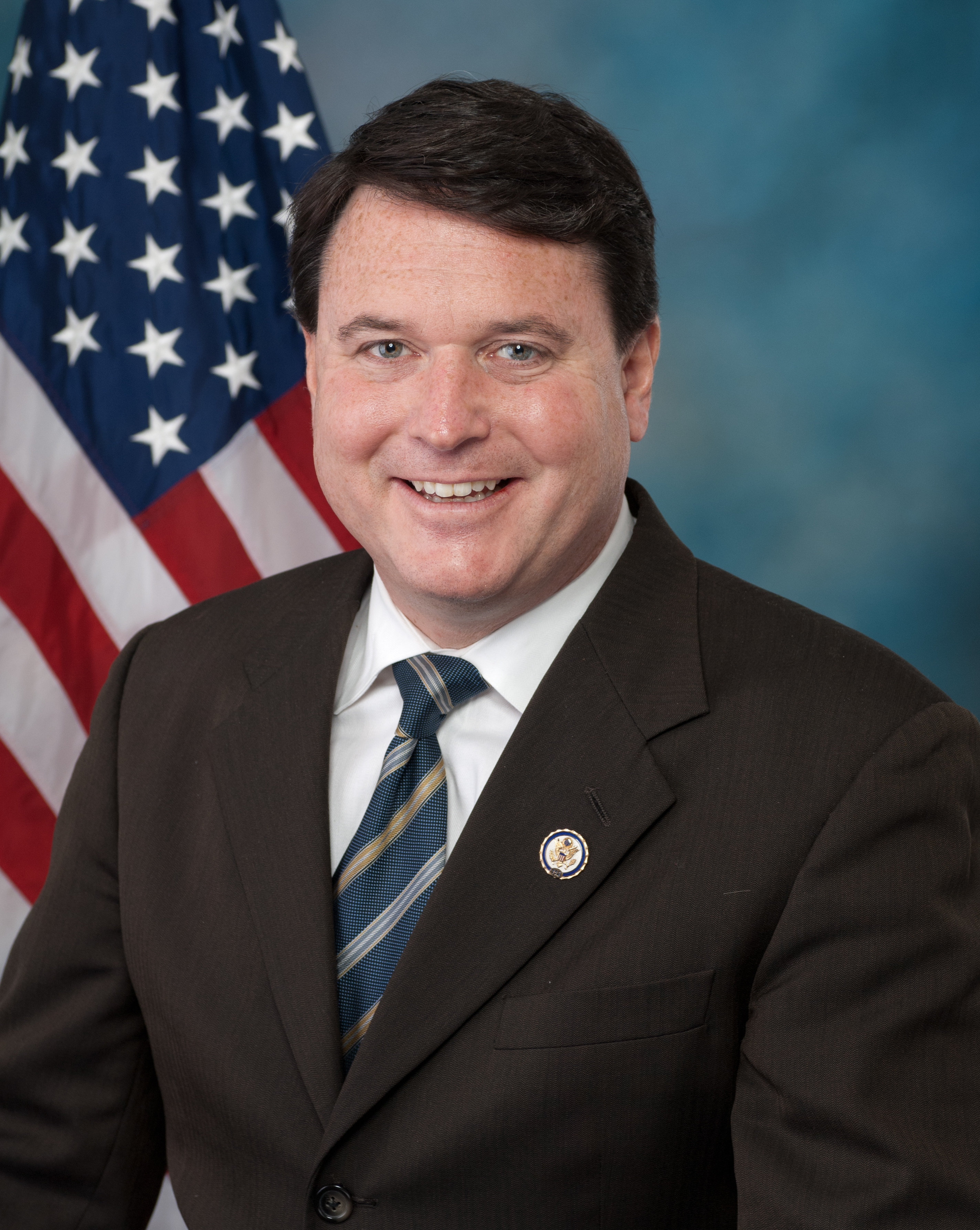
Todd Rokita

Theodore Edward „Todd“ Rokita (* 9. Februar 1970 in Chicago, Illinois) ist ein US-amerikanischer Politiker der Republikanischen Partei. Von 2011 bis 2019 saß er als Abgeordneter aus dem Bundesstaat Indiana im Repräsentantenhaus der Vereinigten Staaten. Er trat erfolglos in der Vorwahl für den US-Senat 2018 an und schied daher im Januar 2019 aus dem Kongress aus. Seit dem 11. Januar 2021 ist er der Attorney General von Indiana.

## Werdegang
Todd Rokita besuchte bis 1988 die Munster High School in Indiana und absolvierte 1992 das Wabash College in Crawfordsville. Nach einem anschließenden Jurastudium an der Indiana University und seiner 1995 erfolgten Zulassung als Rechtsanwalt begann er in diesem Beruf zu arbeiten. Seit 1997 war er Berater des Büros des Secretary of State von Indiana.
Zwischen 2002 und 2010 war er selbst als Secretary of State der geschäftsführende Beamte der Staatsregierung von Indiana. Bei der Wahl 2010 wurde er im vierten Kongresswahlbezirk Indianas in das US-Repräsentantenhaus in Washington, D.C. gewählt, wo er am 3. Januar 2011 die Nachfolge von Steve Buyer antrat. Rokita wurde in den Jahren 2012, 2014 und 2016 wiedergewählt.
Im Kongress war Rokita Mitglied im Haushaltsausschuss, im Bildungs- und Arbeitsausschuss sowie im Verwaltungsausschuss. Außerdem gehörte er insgesamt vier Unterausschüssen an.
Bei der Wahl zum Senat der Vereinigten Staaten trat Rokita 2018 für den Sitz an, den zuvor der Demokrat Joe Connelly innehat. Er lieferte sich mit seinem Kongresskollegen Luke Messer einen hart geführten Zweikampf innerhalb der Vorwahl zur Nominierung als Kandidat der Republikaner. Bei der Vorwahl am 8. Mai 2018 setzte sich stattdessen mit 41 Prozent der Stimmen der Unternehmer Mike Braun durch, während Rokita mit 30 Prozent der Stimmen etwa gleichauf mit Messer lag. Im Wahlkampf hatte Braun mit einem Werbespot für Aufsehen gesorgt, in dem er Pappfiguren beider Kandidaten mit sich führte und ihre Ununterscheidbarkeit behauptete. Da Rokita bei der Wahl zum Repräsentantenhaus der Vereinigten Staaten 2018 nicht wieder kandidierte, schied er zum 3. Januar 2019 aus dem Kongress aus. Um seine Nachfolge bewarben sich die Demokratin Tobi Beck und der Republikaner Jim Baird. Baird gewann das Rennen.
Im Mai 2020 bekundete Rokita Interesse daran, sich um den Posten des Attorney General von Indiana zu bewerben. Er setzte sich in der republikanischen Vorwahl gegen Amtsinhaber Curtis Hill durch und bezwang in der Hauptwahl den Demokraten Jonathan Weinzapfel.
Todd Rokita ist verheiratet und hat mit seiner Frau Kathy zwei Kinder. Privat lebt die Familie in Indianapolis.

## Belege
1. ↑  Jeremy Schulman: Mike Braun Just Won Indiana’s Insane Republican Senate Primary. In: Mother Jones, 8. Mai 2018; Indiana Primary Election Results. In: The New York Times, 9. Mai 2018.
2. ↑  Associated Press: Ex-Rep. Todd Rokita might join race against embattled Indiana Attorney General Curtis Hill. Abgerufen am 13. Mai 2020.
3. ↑  IndyStar: 'Our best days are ahead of us': Rokita continues GOP hold on attorney general office. Abgerufen am 23. Januar 2021.

| Personendaten    | Personendaten                                           |
| ---------------- | ------------------------------------------------------- |
| NAME             | Rokita, Todd                                            |
| ALTERNATIVNAMEN  | Rokita, Theodore Edward                                 |
| KURZBESCHREIBUNG | US-amerikanischer Politiker der Republikanischen Partei |
| GEBURTSDATUM     | 9. Februar 1970                                         |
| GEBURTSORT       | Chicago, Illinois                                       |